# ميكيتا كرافشينكو
ميكيتا كرافشينكو (بالأوكرانية: Кравченко Микита Якович)‏ هو لاعب كرة قدم ومدرب كرة قدم أوكراني في مركز الدفاع، ولد في 14 يونيو 1997 في Zuhres ‏ في أوكرانيا. لعب مع دينامو كييف ونادي إيليتشيفيتس ماريوبول.

## وصلات خارجية
- ميكيتا كرافشينكو على موقع الاتحاد الأوربي (الإنجليزية)
- ميكيتا كرافشينكو على موقع اتحاد أوكرانيا (الإنجليزية)
- ميكيتا كرافشينكو على موقع قاعدة بيانات كرة القدم.إي يو (الإنجليزية)
- ميكيتا كرافشينكو على موقع Soccerway.com (الإنجليزية)
- ميكيتا كرافشينكو على موقع عالم كرة القدم.نت (الإنجليزية)